# Брок (персонаж «Покемона»)
Брок (яп. タケシ, Такесі) — один з персонажів серії ігор, манги і аніме «Покемон». В серії ігор Pokémon і манзі він один з лідерів стадіонів регіону Канто і спеціалізується на покемонах кам'яного типу. В аніме-серіалі за мотивами ігор та манзі The Electric Tale of Pikachu Брок — один із супутників Еша Кетчума. На момент серіалу «Чорне та Біле» він з ним не подорожує, а вчиться на лікаря покемонів в Пьютері.